# Druhá italská válka za nezávislost
Druhá italská válka za nezávislost (též rakousko-francouzsko-sardinská válka či jen sardinská válka) byl ozbrojený konflikt mezi Rakouskem a Francií společně se Sardinsko-piemontským královstvím, které se snažilo o osvobození a sjednocení tehdejší roztříštěné Itálie.

## Důvody k válce
Roku 1848 Rakousko zvítězilo v první italské válce za nezávislost, když porazilo v bitvě u Custozzy a Novary vojska Sardinského království, jež usilovalo o sjednocení Itálie. Království Sardinsko-piemontské však o sjednocení Itálie nepřestalo usilovat, a tak se spojilo s Francií. Spojenectví nebylo nijak pevné (platilo jen, když Rakousko napadne Piemont). Rakušané předali Piemontu ultimátum, aby odzbrojil. Piemont odmítl, vstoupil do války a na pomoc mu přišla Francie.

## Válka
Očekávalo se, že nad rakouskými vojsky převezme kontrolu šéf Radeckého štábu Heinrich von Hess, ale císařův generální pobočník Grünne prosadil neschopného Gyulaye. Armáda Piemontu nebyla nijak silná a Francouzi se museli dopravovat přes Alpy. I průměrný vojevůdce by zničil armádu Piemontu dříve, než přijdou Francouzi. Ale toho Gyulai nevyužil a čekal na Francouze. U Magenty byli Rakušané poraženi. V té chvíli převzal František Josef I. velení. Přesto byli Rakušané v bitvě u Solferina poraženi. František Josef I. podepsal 11. července 1859 mír ve Villafrance a ztratil Lombardii, jednu z nejbohatších provincií Rakouska. Porážka způsobila pád Bachova absolutismu.